# Deutsch-Vlämische Arbeitsgemeinschaft
De Deutsch-Vlämische Arbeitsgemeinschaft, kortweg DeVlag (uitspraak 'deevlag'), was een in 1935-1936 door Vlaamse en Duitse academici opgerichte culturele vereniging voor de bestudering van de overeenkomsten van de Vlaamse en Duitse cultuur. De organisatie was van het begin af aan pro-nationaalsocialistisch. Tijdens de Tweede Wereldoorlog evolueerde ze naar een collaborerende politieke partij. DeVlag-leiders waren Jef van de Wiele en Rolf Wilkening.

## Geschiedenis

### Voor de Tweede Wereldoorlog
DeVlag werd in 1935-1936 opgericht door studenten van de universiteiten van Leuven en Keulen. In Leuven werd voornamelijk gerekruteerd in de faculteitskring Germania. De Keulse studenten waren vaak actief in de Aussenstelle West van de Reichsstudentenführung. Het bindmiddel tussen de twee groepen was het tijdschrift De Vlag. De vereniging legde zich toe op de culturele uitwisseling tussen Vlaanderen en Duitsland. Ze organiseerde jaarlijks Vlaams-Duitse cultuurdagen. Het aantal leden en abonnees bedroeg maximaal enkele honderden. In september 1939 werd de werking van de vereniging stilgelegd, ondanks het aandringen van Duitse zijde. Verschillende Duitse leden waren betrokken bij spionage en bij de voorbereiding van de bezetting van België; ze zouden belangrijke posten innemen in de bezettingsadministratie.

### Tijdens de Tweede Wereldoorlog
Na de Duitse inval in België in mei 1940 leek de DeVlag gedesoriënteerd. In de zomer van dat jaar slaagden Rolf Wilkening en Jef Van de Wiele er echter in om het tijdschrift DeVlag weer uit te geven en de vereniging opnieuw op poten te zetten. Men wilde samenwerken met de bezetter om de vooroorlogse culturele betrekkingen te hervatten en te versterken. Daarbij kreeg de DeVlag de steun van het VNV (Vlaamsch-Nationaal Verbond): velen werden lid van de beide organisaties. In verschillende steden en gemeenten verschenen DeVlag-cellen. Het ledenaantal begon vooral vanaf 1941 toe te nemen. In dat jaar ontpopte de DeVlag zich meer als een politieke nationaalsocialistische Groot-Duitse dan als een culturele vereniging. Onder impuls van Rolf Wilkening werd de DeVlag in mei 1941 opgenomen in de structuren van de SS. Daarmee kreeg de beweging toegang tot ruime financiële middelen en verkreeg ze de steun van een van de machtigste bewegingen van het Duitse Rijk. Ze reorganiseerde zich naar nationaalsocialistisch model, met een sterke centrale leiding en aan het hoofd Algemeen Leider Jef Van de Wiele. In november 1941 werd Gottlob Berger, leider van het SS-Hauptamt, aangesteld tot president van de DeVlag. Hiermee werd de beweging een felle concurrent van het VNV, dat weliswaar ook fascistisch was, maar geregeld wat meer aarzelde over zijn houding tegenover de bezetter, onder meer omdat men niet wist of die een onafhankelijk Vlaanderen of Groot-Nederland zou toestaan. Na de Duitse inval in de Sovjet-Unie (1941) speelden DeVlag-leden een grote rol bij de rekrutering van Vlamingen voor de Waffen-SS, terwijl het VNV wierf voor de Vlaamse Wacht, het Vlaamsch Legioen en de Waffen-SS. De DeVlag koos daarmee voor opname van Vlaanderen in het Duitse Rijk. Hierdoor laaide de concurrentiestrijd met het VNV weer op, dat juist naar een 'Dietschland' (= Nederland, Vlaanderen en Frans-Vlaanderen) streefde. Deze strijd liep parallel met die tussen het Duitse militaire bestuur en de SS-structuren. Een poging tot taakafbakening, in maart 1942, liep spaak: de DeVlag werd sterk bevoordeeld voor de werving en de propaganda bij de Vlaamse arbeiders in Duitsland en mocht de geestelijke en culturele relaties tussen Vlaanderen en Duitsland behartigen.
De toenemende macht van de DeVlag zorgde voor een reactie in verschillende fases bij het VNV. Op 6 juni 1943 verbood VNV-leider Hendrik Elias de kaderleden van zijn partij om nog lid te zijn van de DeVlag. Voorts zette hij op 14 augustus de wervingsacties voor de Waffen-SS stop. Ten slotte verbood hij op 17 oktober 1943 het wijd verspreide dubbele lidmaatschap. De DeVlag reageerde onder meer door actief deel te nemen aan de oprichting van de Hitlerjeugd Vlaanderen, die een rechtstreekse concurrent was voor de door het VNV gecontroleerde Nationaal Socialistische Jeugd Vlaanderen. In de loop van 1943 waren meer dan 50.000 personen lid van de DeVlag, maar veel van hen waren gedwongen of automatisch lid geworden, onder meer als werknemer bij een collaborerende onderneming of organisatie. De strijd tussen VNV en DeVlag kende een hoogtepunt met een onderhoud tussen Reichsführer SS Heinrich Himmler, Hendrik Elias en Jef Van de Wiele, op 29 augustus 1944. Elias eiste dat het VNV de controle zou verwerven over de DeVlag en dat deze vereniging zou worden teruggedrongen in de oorspronkelijke grotendeels culturele rol. Himmler weigerde en sprak zijn steun uit voor de ideeën en de werking van de DeVlag. Daarmee was het pleit beslecht in het voordeel van de DeVlag, hoewel de partij er niet in slaagde het VNV te overvleugelen als enige nationaalsocialistische partij in Vlaanderen. In de loop van het laatste bezettingsjaar trachtten beide organisaties hun posities te consolideren.
De samenwerking tussen SS en DeVlag leidde in het voorjaar van 1944 tot de oprichting van het Veiligheidskorps onder de leiding van SS-officier en DeVlag-stafleider Robert Verbelen. Daardoor raakte de DeVlag rechtstreeks betrokken bij een reeks terreurdaden die door de SS werden gepleegd in de zomer van 1944. Bij razzia's werden tientallen personen gedood, gewond of naar concentratiekampen gedeporteerd.
Veel leden van de DeVlag (waaronder Van de Wiele) vluchtten na de intocht van de geallieerden in België (augustus 1944) naar Duitsland waar ze nog een rol van betekenis onder de daar verblijvende Belgische collaborateurs speelden en een Vlaamse regering in ballingschap vormden, de Vlaamsche Landsleiding. Zowel het VNV als de DeVlag werden als politieke partijen ontbonden. De DeVlag kreeg haar oorspronkelijke culturele opdracht weer en vervulde ook een aantal sociale taken bij de opvang van de Vlaamse vluchtelingen in Duitsland. De hoop ooit nog een nazi-Vlaanderen te kunnen leiden, ging in rook op na het fiasco van het Ardennenoffensief in januari 1945.
De DeVlag werd na de oorlog als een criminele organisatie verboden. Veel DeVlag-leden werden gerechtelijk vervolgd.

## De DeVlag-ideologie
Vooral na de opname van de DeVlag in de SS-structuren richtte de beweging zich meer en meer op het nationaalsocialisme. Dit werd onder meer duidelijk met de publicatie van de Stellingen van de DeVlag, waarin de onvoorwaardelijke trouw van de beweging aan het nationaalsocialisme, het Germaanse Rijk en de Führer Adolf Hitler werd bevestigd. Jef Van de Wiele publiceerde in januari 1943 zijn manifest Op zoek naar een Vaderland, dat voor een ideologische onderbouw voor de vereniging en haar doelstellingen zorgde. De DeVlag streefde naar een opname van Vlaanderen in het komende Germaanse Rijk. Beschuldigingen over een Anschluss werden stelselmatig van de hand gewezen. Verscheidene brochures van onder meer Jef Van de Wiele en Herman Van Puymbrouck werkten de standpunten uit in verband met sociale en economische vraagstukken, de verhouding tot het Duitse Rijk en de omgang met de joden.

## De DeVlag-organisatie

### Structuur
Voor de oorlog en in de eerste maanden van de bezetting bestond de DeVlag slechts als een ongestructureerde groep van abonnees van het tijdschrift De Vlag. Specialisten kregen de titel "referenten" en waren verantwoordelijk voor verschillende culturele en sociale onderwerpen die in het tijdschrift en in de werking van de organisatie aan bod kwamen: toneel, film, muziek, maar ook economie. Naarmate de organisatie meer ingebed raakte in de SS-structuren, werd ze omgevormd tot een nationaalsocialistische beweging. Op het lokale niveau vormde de organisatie cellen, die in regionale gouwen werden samengebracht. Er kwam een strikt hiërarchische structuur met Algemeen Leider of Landsleider Jef Van de Wiele aan het hoofd. Verschillende departementen, zoals de Zaakleiding, de Stafleiding, de Financiële leiding enz. gaven structuur en inhoud aan de vereniging. Via deze departementen en nevenorganisaties probeerde de DeVlag een zo groot mogelijk stuk van de maatschappij te bezetten. Daartoe werden de Vrouwenwerken, de Weltanschauliche Arbeiterbetreuung, de ambten Cultuur, Scholing en Propaganda, de Hitlerjeugd Vlaanderen, de Vlaamse Scholen en andere initiatieven opgericht en gesteund. Verscheidene werkgemeenschappen, zoals voor ambtenaren, voor opvoeding en voor koloniale zaken moesten de werknemers groeperen, vooruitlopend op de komende nationaalsocialistische maatschappij. De Vlaams-Duitse cultuurdagen werden hernomen en groeiden uit tot grootse propagandamanifestaties.

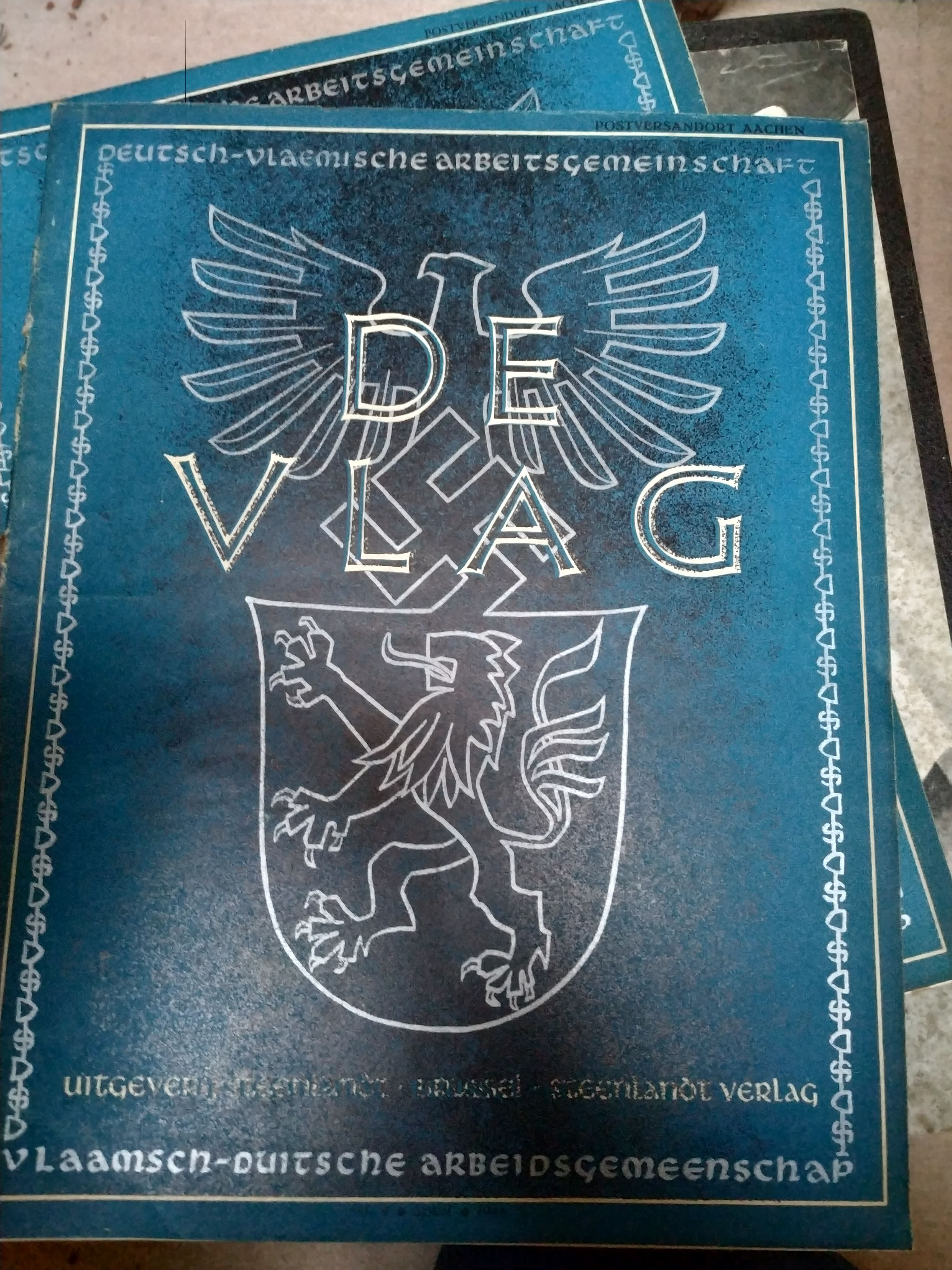
Exemplaar van het maandblad van De Vlag uit 1943

### Persorganen
De DeVlag had een eigen dagblad gericht op Vlaamse arbeiders in Duitsland, Het Vlaamsche Land. Vanaf 31 augustus 1943 rolde De Gazet van de persen, een van De Vlijt gestolen titel. Daarnaast verzorgde de organisatie nog talrijke periodieken:
- De Vlag (maandblad)
- Balming (weekblad)
- De Vlaamsche Post
- Westland
- Laagland
- Odal
- Scholingsbrieven
- Tijl
- Starkadd

De uitgeverij Steenlandt zorgde voor de druk en de verspreiding van propagandabrochures en andere geschriften die bij het gedachtegoed van de DeVlag aanleunden.

## Bekende (ex-)leden
- Jan Acke
- Gottlob Berger
- Jozef De Coene
- Jozef Delille
- Gerard De Paepe
- Filip De Pillecyn
- Fred Germonprez
- Magda Gravez-Haegens
- Blanka Gyselen
- Frans Haepers
- Jan Laureys
- Edgard Leonard
- Pol Le Roy
- Johan Sacré
- Frans Uytterhoeven
- Frans Van der Auwera
- Jef Van de Wiele
- Tony Van Dyck
- Remi Van Mieghem
- Herman van Puymbrouck
- Robert Verbelen
- Walter Weyler
- Rolf Wilkening